# Jerry Ragovoy
Jordan « Jerry » Ragovoy (né le 4 septembre 1930 - mort le 13 juillet 2011,) est un compositeur et producteur de musique américain. Il est principalement connu pour sa chanson Time Is on My Side (écrite sous le pseudonyme Norman Meade), rendu populaire par The Rolling Stones. Il a également écrit Stay with Me (en), enregistrée par Lorraine Ellison et interprétée par Mary J. Blige lors de la 49e cérémonie des Grammy Awards. 
Reconnu dans le domaine du soul, il a contribué à l'écriture de plusieurs classiques de ce genre à New York et Philadelphie lors des années 1960.

## Biographie
Ragovoy naît à Philadelphie en 1930. Il rejoint l'industrie du disque en 1953 avec My Girl Awaits Me des The Castelles.
Il travaille au Chancellor Records. Il collabore notamment avec Bert Berns.
En 1973, il gagne le Grammy Best Score From an Original Cast Show Album pour Don't Bother Me, I Can't Cope. 
En 2003, Ragovoy travaille à nouveau avec Howard Tate. Ils lancent le disque Howard Tate Rediscovered
En 2008, Ace Records lance l'album The Jerry Ragovoy Story: Time Is on My Side[réf. nécessaire].
Ragovoy meurt d'un accident vasculaire-cérébral le 13 juillet 2011 à l'âge de 80 ans.

## Compositions
| Titre de la chanson                       | Artiste                         | Autres                                                                                     |
| ----------------------------------------- | ------------------------------- | ------------------------------------------------------------------------------------------ |
| "About This Thing Called Love"            | Fabian                          |                                                                                            |
| "Ain't Nobody Home"                       | Howard Tate                     | B. B. King, Bonnie Raitt                                                                   |
| "All I Know is The Way I Feel"            | Irma Thomas                     | Howard Tate, The Pointer Sisters                                                           |
| "A Wonderful Dream"                       | The Majors                      |                                                                                            |
| "Cloudy with a Chance of Tears"           | The Manhattans                  |                                                                                            |
| "Cry Baby"                                | Garnet Mimms and the Enchanters | Janis Joplin                                                                               |
| "Eight Days on the Road"                  | Howard Tate                     | Aretha Franklin, Foghat                                                                    |
| "Either Side of the Same Town"            | Howard Tate                     | Elvis Costello                                                                             |
| "Get It While You Can"                    | Howard Tate                     | Janis Joplin                                                                               |
| "Heart Be Still"                          | Lorraine Ellison                |                                                                                            |
| "I Can't Wait Until I See My Baby's Face" | Baby Washington                 | Aretha Franklin, Dusty Springfield, Dionne Warwick, Madeline Bell, Pat Thomas              |
| "I'll Make It Up to You"                  | Garnet Mimms and the Enchanters | Manfred Mann                                                                               |
| "I'll Take Good Care of You"              | Garnet Mimms and the Enchanters |                                                                                            |
| "It's Been Such a Long Way Home"          | Garnet Mimms and the Enchanters |                                                                                            |
| "It Was Easier to Hurt Her"               | Garnet Mimms and the Enchanters | Chris Farlowe, Dusty Springfield                                                           |
| "Looking for You"                         | Garnet Mimms and the Enchanters | Chris Farlowe                                                                              |
| "Love Makin' Music"                       | Barry White                     |                                                                                            |
| "Morning Light"                           | Louis Jordan                    |                                                                                            |
| "Move Me No Mountain"                     | Dionne Warwick                  | Hank Crawford, Chaka Khan, Soul II Soul, Love Unlimited                                    |
| "My Baby"                                 | Garnet Mimms and the Enchanters | Janis Joplin, The Yardbirds                                                                |
| "My Girl Awaits Me"                       | The Castelles                   |                                                                                            |
| "One Way Love"                            | The Drifters                    |                                                                                            |
| "Pata Pata"                               | Miriam Makeba                   | Osibisa, Percy Faith                                                                       |
| "Piece of My Heart"                       | Erma Franklin                   | Big Brother and the Holding Company, Dusty Springfield, The Move, Bonnie Tyler, Faith Hill |
| "Ring Bell"                               | Miriam Makeba                   |                                                                                            |
| "Stay with Me"                            | Lorraine Ellison                | The Walker Brothers, Bette Midler, Terry Reid                                              |
| "Stop"                                    | Howard Tate                     | James Gang, Jimi Hendrix, Band of Gypsys, Super Session                                    |
| "Sure Thing"                              | Dionne Warwick                  |                                                                                            |
| "Time Is on My Side"                      | Kai Winding                     | Irma Thomas, The Rolling Stones, The Moody Blues                                           |
| "Try (Just a Little Bit Harder)"          | Lorraine Ellison                | Janis Joplin                                                                               |
| "What's It Gonna Be"                      | Dusty Springfield               | Barbara Acklin                                                                             |
| "Where Did My Baby Go"                    | Butterfield Blues Band          |                                                                                            |
| "You Better Believe It"                   | Small Faces                     |                                                                                            |
| "You Don't Know Nothing About Love"       | Carl Hall                       | Lorraine Ellison, Renée Geyer                                                              |
| "You Got It"                              | Diana Ross                      |                                                                                            |

,,